# Incidente de Dai Hong Dan
O incidente de Dai Hong Dan ocorreu em 29 de outubro de 2007, quando o navio cargueiro norte-coreano MV Dai Hong Dan foi atacado e temporariamente sequestrado por piratas da somalia, na Somália.   No dia seguinte, a tripulação retomou o controle do navio com a ajuda de um barco da marinha americana.

## O sequestro
O incidente ocorreu a 110 quilômetros (68 mi) nordeste da capital da Somália, Mogadishu. Um grupo de piratas somalis embarcaram e capturaram o navio cargueiro norte-coreano Dai Hong Dan. De acordo com fontes norte-coreanas, o navio havia descarregado cargas na capital da Somália quando vários piratas armados (disfarçados de guardas) embarcaram no navio, fazendo os 22 marinhos da tripulação refém na sala de controle e na sala do motor. Eles forçaram o navio a navegar no oceano e pediram US$15,000 (dólares) de resgate.

## Revolta
No dia seguinte, atendendo ao chamado de socorro do navio, o navio da marinha americana USS James E. Williams se aproximou da embarcação e acionou um helicóptero SH-60B e uma equipe da VBSS (Em inglês: Visit, Board, Search and Seizure) para atender a ocorrência. Enquanto isso, os marinheiros norte-coreanos atacaram os piratas e conseguiram algumas armas. Uma intensa troca de tiros se inicia e resultou na derrota dos piratas.
Dois piratas foram mortos durante o confronto e os outros foram capturados (três feridos). Dos seis marinheiros norte-coreanos feridos, três precisavam de atendimento médico, que foi fornecido pelas forças armadas americanas.

## Desfecho
A imprensa estatal norte-coreana (KCNA) publicou uma notícia sem precedentes expressando gratidão aos Estados Unidos por sua ajuda e enfatizando a cooperação sucedida entre a Coreia do Norte e dos Estados Unidos durante o incidente.